# My Kinda Party
My Kinda Party è il quarto album in studio del cantante country statunitense Jason Aldean, pubblicato nel novembre 2010.

## Tracce
1. Tattoos on This Town – 3:22 (Neil Thrasher, Wendell Mobley, Michael Dulaney)
2. Dirt Road Anthem – 3:49 (Brantley Gilbert, Colt Ford)
3. Church Pew or Bar Stool – 4:19 (Josh Thompson, Adam Craig, Michael Howard)
4. Just Passing Through – 3:20 (David Lee Murphy, Kim Tribble)
5. Fly Over States – 3:38 (Thrasher, Dulaney)
6. My Kinda Party – 4:45 (Brantley Gilbert)
7. I Ain't Ready to Quit – 3:33 (Thomas Rhett, Jaron Boyer, Ben Stennis)
8. It Ain't Easy – 3:01 (Justin Weaver, Caitlyn Smith, Jon Mabe)
9. Country Boy's World – 4:06 (John Edwards, Jayce Hein, Ronny Vines, Tommy Curry)
10. The Heartache That Don't Stop Hurting – 3:55 (Brett James, Leslie Satcher)
11. Texas Was You – 3:25 (Thrasher, Mobley, Martin)
12. con Kelly Clarkson – Don't You Wanna Stay – 4:16 (Paul Jenkins, Jason Sellers, Andy Gibson)
13. See You When I See You – 3:48 (Thrasher, Mobley, Tony Martin)
14. If She Could See Me Now – 3:30 (Bryan Edwards, Bill Luther, Weaver)
15. Days Like These – 3:59 (Thrasher, Mobley, Busbee)